# Dolichosudis fuliginosa
Dolichosudis fuliginosa är en fiskart som beskrevs av Post, 1969. Dolichosudis fuliginosa ingår i släktet Dolichosudis och familjen laxtobisfiskar. Inga underarter finns listade i Catalogue of Life.